# Байяр, Эмиль
Эмиль Антуан Байяр (фр. Émile-Antoine Bayard) — французский художник и график. Родился 2 ноября 1837 года в коммуне Ля-Ферте-су-Жуарр, умер 6 декабря 1891 года в Каире. Наиболее известен своими иллюстрациями к книге «Отверженные». Ученик Леона Конье.

## Биография
Эмиль Байяр начал свою творческую карьеру с 15 лет, создавая углём изображения лошадей. С 1853 по 1857 год обучался в высшей школе изящных искусств. В это же время участвовал в нескольких юмористических изданиях под псевдонимом Абель де Мирей. Участвовал в нескольких выставках, с 1864 года стал активно сотрудничать с периодическими изданиями Le Journal de la jeunesse, Le Tour du monde, L’Illustration, Le Journal pour rire и Le Journal des voyages.

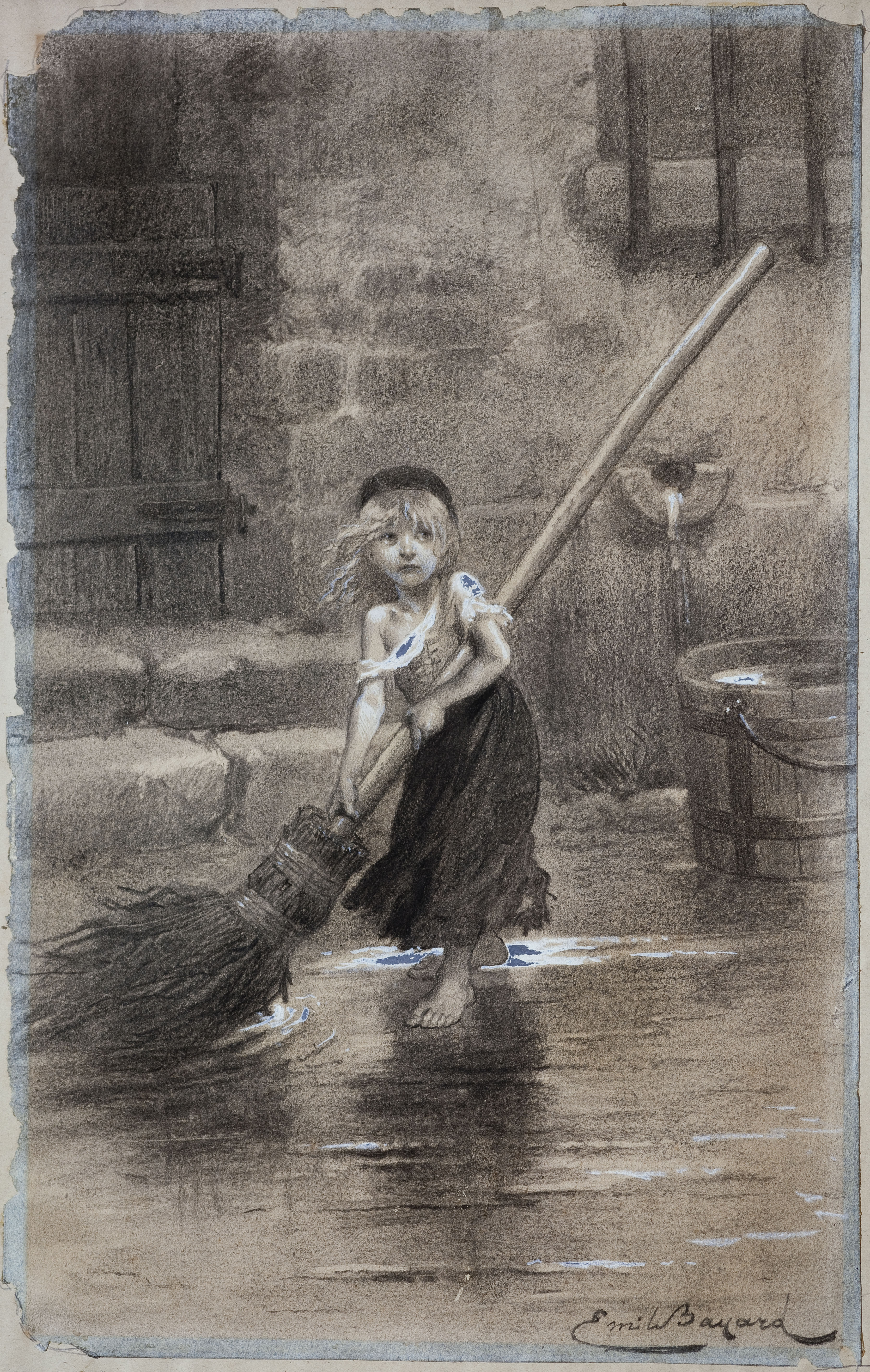
Козетта — героиня романа Гюго «Отверженные», 1862

Наиболее известен художник своими иллюстрациями к книгам «Отверженные» Виктора Гюго, «Хижина дяди Тома» Гарриет Бичер-Стоу, «Бессмертный» Альфонса Доде, «С Земли на Луну» и «Вокруг Луны» Жюля Верна. В 1870 году Байяр делает серию гравюр для книги Поля Кристиана «История магии».
Помимо иллюстраций художник создаёт ряд картин и рисунков углём на различные темы: война 1870 года, исторические сражения, жанровые сценки («Поединок женщин», «Дело чести»), портреты («Портрет коменданта Франчетти», «Портрет полковника де Монбризона»). Триптих «Gloria», «Victis» и «После битвы Ватерлоо» в 1874 году был приобретён французским правительством.
Художник занимался и росписям стен, например, запечатлел в фойе театра Пале-Руайль портреты наиболее видных актёров труппы. Также известны его исследования по развитию стиля рококо в XVIII веке.
Байяр также занимался художественной фотографией. Его работы в жанре ню были опубликованы в 1902 году в книге «Nu esthétique».